# Testrup Kirke
Testrup Kirke ligger i landsbyen Testrup, nord for Aalestrup.
Den nuværende kirke består af kor, apsis og et enkelt fag af skibet fra en gotisk kirke, der foruden de bevarede dele havde et væsentlig større skib med korsarme og et tårn. Den nuværende form har kirken haft siden 1748, hvor kirkeejeren, enken Johanne Maria Christensdatter på Testrupgård, lod størstedelen af kirken nedrive.
Før den gotiske kirke var der er romansk kvaderstenskirke på stedet. I 1430'erne blev byggeriet af den gotiske kirke igangsat med Viborg Domkirke som forbillede. Den stod færdig i 1439 og blev indviet til sankt Catharina. Den indgik i et større byggeri, der var hospital i middelalderen.
Der var oprindelig tre kirkeklokker, men to blev flyttet til Viborg Domkirke, hvor de gik tabt ved dennes brand i 1726. Den bevarede klokke har indskriften:
Mørket betvinger jeg,

naade bringer jeg,

lovsang ringer jeg,

bøn bevinger jeg.
Altertavlen er fra ca. 1700, mens prædikestolen er fra 1615. Døbefonten er fremstillet i svensk granit og indviet i 1934. Dåbsfadet blev i 1717 foræret til kirken af herredsskriver Peter Andersen og hustru, men er betragteligt ældre, da det er tilvirket i 1575.
Kirkens votivskib er en model af skoleskibet Danmark og er lavet af snedkermester P.C. Christiansen i Thorup i 1945. Kirken fik det foræret i 1958 af en anonym person.